# 995
Năm 995 là một năm trong lịch Julius.